# Делхай (город, Миннесота)
Делхай (англ. Delhi) — город в округе Редвуд, штат Миннесота, США. На площади 2,02 км² (2 км² — суша, водоёмов нет), или 0,78 квадратной мили, согласно переписи 2002 года, проживало 69 человек, в 2010 году — 70. Плотность населения составляет 34,7 чел./км². 
- Телефонный код города — 507
- Почтовый индекс — 56283
- FIPS-код города — 27-15544[1]
- GNIS-идентификатор — 0642755[2]